# Pas în doi
Pour plus de détails, voir Fiche technique et Distribution.
Pas în doi (littéralement « paso doble ») est un film roumain réalisé par Dan Pița, sorti en 1985.

## Synopsis
Un homme tombe amoureux de deux femmes.

## Fiche technique
- Titre : Pas în doi
- Réalisation : Dan Pița
- Scénario : Dan Pița
- Musique : Adrian Enescu
- Photographie : Marian Stanciu
- Montage : Cristina Ionescu
- Production : Vily Auerbach
- Pays :  Roumanie
- Genre : Drame et romance
- Durée : 110 minutes
- Dates de sortie : 
  -  Roumanie : 24 juin 1985

## Distribution
- Claudiu Bleont
- Petre Nicolae
- Ecaterina Nazare
- Anda Onesa
- Mircea Andreescu
- Valentin Popescu
- Tudorel Filimon
- Camelia Maxim
- Lucretia Maier
- Virgil Andriescu
- Iulia Boros
- Manuela Ciucur
- Claudiu Istodor
- Aurora Leonte
- Catalina Murgea
- Adrian Titieni : Dodo

## Distinctions
Le film a été présenté en sélection officielle en compétition lors de Berlinale 1986.